# Turandot Suite
La Turandot Suite, Op. 41 (BV 248), è una suite orchestrale di Ferruccio Busoni scritta nel 1904-5, basata sull'opera teatrale Turandot del conte Carlo Gozzi. La musica, in una forma o nell'altra, occupò Busoni in periodi diversi tra gli anni 1904-17. Busoni arrangiò la suite dalla musica di scena che stava componendo per accompagnare una produzione del dramma di Gozzi. La suite fu rappresentata per la prima volta nell'ottobre 1905, mentre la commedia con la sua musica di scena non fu pronta fino al 1911. Nell'agosto 1916 Busoni aveva finito di comporre l'opera in un atto Arlecchino, ma aveva bisogno di un altro lavoro abbinato per riempire un'intera serata di intrattenimento. Decise improvvisamente di trasformare la musica di Turandot in un'opera in due atti con dialogo parlato. Le due opere furono presentate in anteprima insieme in doppio cartellone nel maggio 1917.

## Movimenti della suite
(I titoli originali in tedesco sono elencati nel quadro sinottico qui a fianco.)
Suite orchestrale tratta dalla musica per il dramma fiabesco di Gozzi, Turandot 
I titoli degli otto movimenti pubblicati nel 1906 sono:
1. L'esecuzione, la porta della città, l'addio alla musica per il primo atto.
2. Truffaldino. (Introduzione e marcia grotesca.)
3. Altoum. Marcia.
4. Marcia "Turandot".
5. La stanza delle donne. Introduzione al III Atto.
6. Danza e canto.
7. "Valzer notturno" dalla musica per il quarto atto.
8. "In modo di Marcia funebre" e "Finale alla Turca" dalla musica per il quinto atto.

Nel 1911 Busoni compose Verzweiflung und Ergebung (Disperazione e rassegnazione, BV 248a) come movimento aggiuntivo da eseguire tra i numeri VII e VIII. Anche più tardi, dopo aver completato l'opera Turandot nel 1917, sostituì la marcia funebre del n. VIII con Altoums Warnung (Avvertimento di Altoum, BV 248b). Il musicologo ed esperto di Busoni Antony Beaumont ha affermato che la versione finale della suite, comprese entrambe queste aggiunte successive, è la versione "definitiva".

## Strumentazione
- 3 flauti (3° anche ottavino), 3 oboi (3° anche corno inglese), 3 clarinetti (3° anche clarinetto basso), 3 fagotti (3° anche controfagotto)
- 4 corni, 4 trombe, 3 tromboni, 1 tuba
- timpani, percussioni (glockenspiel, triangolo, tamburello, tamburo coperto, grancassa, tam-tam)
- 2 arpe, archi
- coro: femminile (unisono) ad lib. Strumentazione BV 248a e b: come per BV 248, ma senza coro.[5][6][7]

## Scelta dellaTurandotdi Gozzi

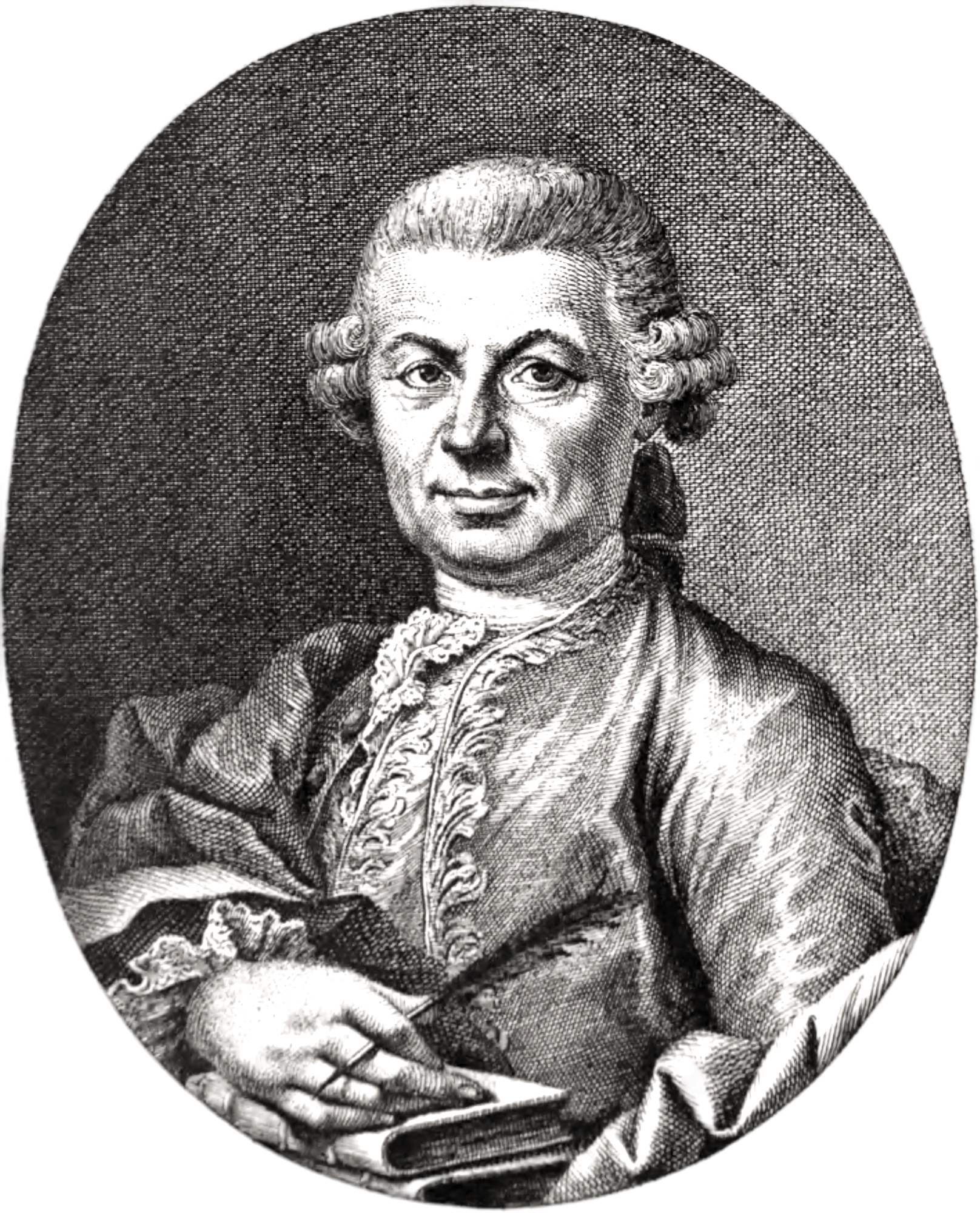
Carlo Gozzi (1720–1806)

Antony Beaumont ha suggerito che la decisione di Busoni di comporre musiche di scena per l'opera di Carlo Gozzi potrebbe essere stata suggerita dall'imminente centenario (nel 1906) della morte del drammaturgo. La Turandot di Gozzi, apparsa per la prima volta nel 1762, è la più nota delle sue dieci fiabe scritte tra il 1761 e il 1765. L'azione si svolge fuori da una porta della città di Pechino e all'interno del palazzo dell'Imperatore. Turandot è una principessa cinese orgogliosa e crudele che rifiuta di sposare i pretendenti a meno che non sappiano rispondere a tre enigmi impossibili. Quando falliscono, li fa giustiziare. Ma Calaf, principe di Astrakhan, riesce a corteggiarla ("Turandot o morte!"), risponde agli enigmi e ottiene la sua mano in matrimonio. La commedia era stata originariamente scritta per essere eseguita nel piccolo teatro di San Samuele a Venezia ed è stata scritta deliberatamente nello stile della commedia dell'arte come reazione alle opere più moderne e realistiche del suo rivale Goldoni.
Busoni amava molto i racconti fantastici e magici: il suo lavoro immediatamente precedente era il Concerto per pianoforte op. 39 BV 247, che includeva musica da un adattamento incompiuto di Aladdin di Adam Oehlenschläger.

## Composizione della musica diTurandot
Busoni preparò alcune bozze della musica di scena per la favola cinese di Gozzi già nel 1904, ma non si dedicò in modo esclusivo al lavoro fino all'estate del 1905, quando rimase solo a Berlino, mentre sua moglie Gerda ei bambini erano via a Godinne, Belgio. Durante questo periodo di lavoro concentrato, da giugno a metà agosto, andò avanti nello spettacolo più o meno cronologicamente, componendo musiche per quei luoghi dove Gozzi lo richiede esplicitamente e anche dove i suoi istinti teatrali gli suggerivano che avrebbero potuto esaltare il dramma.
I temi e le melodie scelti da Busoni per la musica di Turandot erano basati esclusivamente su motivi orientali di origine cinese, ma anche persiana, turca e indiana. Aveva usato come fonte un libro dell'illustre critico musicale e storico August Ambros, che aveva sostenuto Busoni quando era un bambino prodigio. Beaumont dimostra come quasi tutto il materiale tematico della musica Turandot è tratto dal Volume I della Geschichte der Musik di Ambros.
In tutto nell'Archivio Busoni sono presenti 34 fogli manoscritti di bozze e orchestrazioni per la musica di Turandot. Abbozzò tredici numeri per lo spettacolo e li orchestrò quasi immediatamente. Rendendosi conto che una produzione dell'opera con la sua musica sarebbe stata difficile, dispendiosa in termini di tempo e costosa da montare, arrangiò anche la musica in una suite da concerto in otto movimenti, la Turandot Suite. Parte della musica nei manoscritti è progettata anche per i melodrami da utilizzare con lo spettacolo: ciascuno dei tre indovinelli è preceduto da enigmatici accordi degli ottoni; inizialmente le risposte di Kalaf dovevano essere cantate, anche se Busoni alla fine lasciò cadere questa idea.
In una lettera alla madre del 21 agosto 1905, Busoni scrive:
La commedia che ho scelto per questo scopo è una vecchia fiaba drammatizzata, una tragicommedia del nostro Carlo Gozzi. Niente sarebbe più naturale che tentare di mettere in scena un'opera di uno scrittore italiano ormai diventata un classico (eppure, perché dimenticata, resta una novità), ma purtroppo la situazione nel nostro Paese non dà motivo di speranza.
Per la produzione sarebbe necessaria non solo una compagnia teatrale d'élite, ma anche grande opulenza e ottimo gusto nella progettazione di costumi e scenografie e, inoltre, un'orchestra di prim'ordine. Gozzi è l'autore delle favole che la nonna della mamma le raccontava. L'amore delle tre melarance, L'augellin Belverde e altre erano molto in voga in epoca rococò, ma poi svanirono senza lasciare traccia. Ho scelto il racconto della crudele, seducente principessa cinese (o persiana, chissà) Turandot, che chiede ai suoi corteggiatori le soluzioni di tre enigmi, a rischio che perdano la testa se falliscono. Oltre ai personaggi eroici e orientali, compaiono in ruoli comici anche le antiche maschere veneziane: Pantalone, Brighella e Truffaldino.
Il compito mi ha assorbito completamente per due mesi e mezzo, durante i quali non sono stato in grado di concentrarmi su nient'altro. Ora è finito e devo occuparmi di altri interessi e impegni.»

## Storia dell'esecuzione della suite
Prima ancora di aver finito di comporre la musica di Turandot, Busoni stava ultimando l'arrangiamento per un'esecuzione in concerto della suite. Il 10 luglio 1905 scrisse a Egon Petri di un concerto che avrebbe diretto ad Amsterdam, che doveva comprendere non solo il Concerto per pianoforte con Petri come solista, ma anche un'esecuzione della Turandot Suite:
Il programma sarebbe

 1) Concerto

 Intervallo

 2) Concerto pathétique per 2 pianoforti [di Liszt] 

 (tu ed io)

 3) Suite dalla musica per 'Turandot'

Questo due volte nei giorni successivi, probabilmente alla fine di ottobre.

Prima che finalizzi, scarabocchia il tuo assenso.

Le prospettive finanziarie sono pessime - vogliono solo pagare per un capo cameriere, che poi dovrebbe lasciare una mancia di tasca propria al garzone di cucina.

Se l'idea ti piace, posso offrirti un terzo, che equivale a 200 fl.»
In questo caso la prima esecuzione della Turandot Suite ultimata ebbe luogo alla Beethovensaal di Berlino il 21 ottobre 1905, con Busoni alla direzione della Berliner Philharmoniker. Il concerto comprendeva anche la prima tedesca di Les nuits d'été di Hector Berlioz.
Busoni diresse la Suite anche a Berlino il 13 gennaio 1921, in uno di una serie di concerti di sua musica organizzati dal periodico musicale Der Anbruch.

## Turandotcome musica di scena

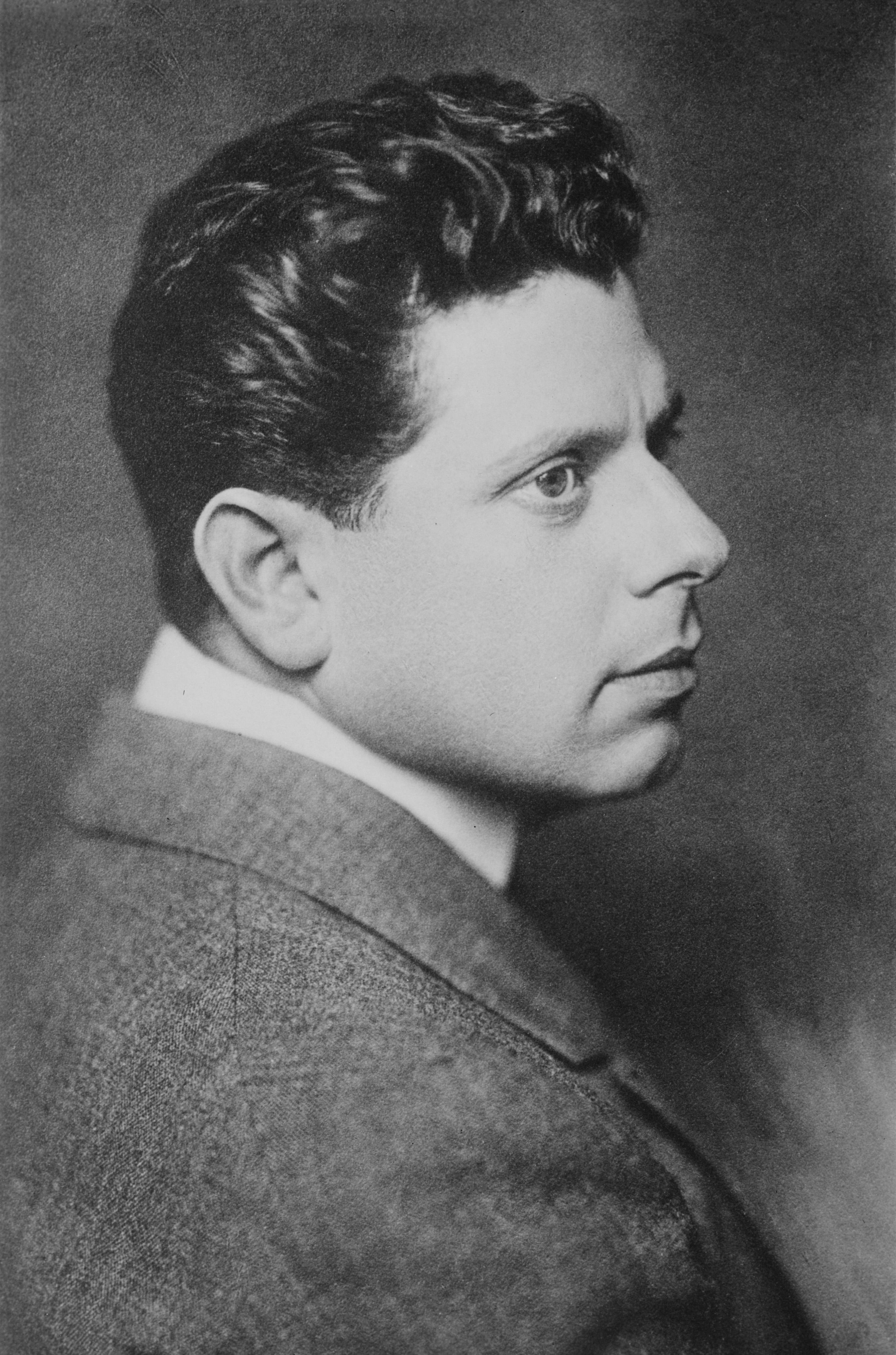
Max Reinhardt nel 1911

### Produzione di Berlino
Busoni desiderava che la musica di scena fosse eseguita insieme alla commedia di Gozzi come aveva originariamente concepito, e all'inizio di ottobre 1906 al più tardi aveva contattato l'attore-regista Max Reinhardt per una produzione. Reinhardt accettò e fu programmata un'esibizione per il 1907. Anche Busoni cercò di avviare una produzione a Londra, ma inizialmente non ebbe successo. Scrisse a Egon Petri riguardo a questi risultati il 6 ottobre 1906: "Il Deutsches Theatre [il teatro di Reinhardt] vuole eseguire Turandot in primavera. Un tentativo di questa Chinoiserie di Londra è fallito. Il fallimento del mio pesante carico".
Come spesso accade in un'impresa così complessa, la produzione tedesca incontrò diversi ritardi e difficoltà. Busoni si rifiutò di consentire modifiche alla partitura: l'orchestra di 60 elementi richiesta, insolitamente grande per uno spettacolo, gonfiò enormemente il budget previsto e divenne immediatamente un grosso problema. Inoltre la carriera di Reinhardt era aumentata vertiginosamente dal 1905 in poi e stava creando, brillando e recitando in nuove produzioni in due teatri a un ritmo sorprendente. Era un uomo incredibilmente impegnato e tutto doveva essere completamente pronto per una produzione rapida.

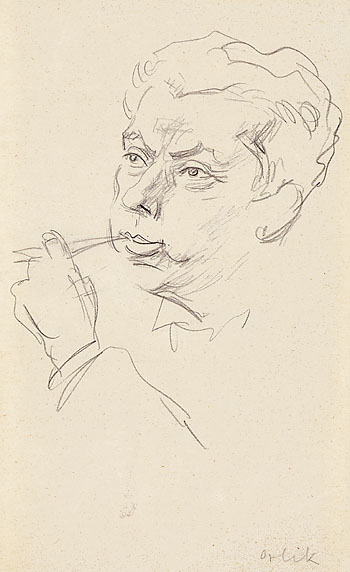
Max Reinhardt, di Emil Orlik

Un altro problema significativo era la mancanza di una adeguata versione in tedesco dell'opera italiana di Gozzi. Il giovane e dinamico scrittore Karl Vollmöller che doveva fare la traduzione era anch'egli estremamente impegnato in altri progetti meno letterari. Da febbraio ad aprile 1908 fu assegnato come reporter alla squadra automobilistica Zust nella Grande Corsa New York-Parigi del 1908, da New York attraverso la Siberia e la Russia, la Polonia, la Germania e la Francia fino a Parigi. I suoi rapporti sulla gara furono pubblicati sul NY Times, che diede una copertura in prima pagina all'evento. Aveva anche sviluppato congiuntamente un aereo con suo fratello Hans dalla fine del 1904 in poi e nel 1910 Vollmöller fece volare il suo prototipo numero 4 per 150 km senza scalo da Canstatt (ora Stoccarda) al Lago di Costanza. Alla fine fece una traduzione adattata di Turandot nel 1911, che dedicò a Busoni.
L'artista Emil Orlik, che lavorava con Reinhardt dal 1905, doveva disegnare le scene e i costumi. Era da poco tornato da un viaggio di due anni in Estremo Oriente ed era considerato il massimo esperto tedesco di cineserie. Alla fine Orlik non poté partecipare alla produzione e le scene ed i costumi furono realizzati da Ernst Stern. Orlík, tuttavia, disegnò la copertina per la partitura del 1906 di Breitkopf & Härtel della Turandot Suite (vedi sopra).
Oltre a questi ostacoli, lo stesso Busoni aveva subito un cambiamento personale. Nel 1906 concentrò gran parte della sua attenzione su quello che sarebbe diventato un saggio molto importante: lo Outline of a New Aesthetic of Music (Schema di una nuova estetica della musica), completato nel novembre 1906 e pubblicato nel 1907. E da settembre a dicembre 1907 compone le Elegies, BV 252, che segnano una svolta decisiva nel suo sviluppo musicale. Dal febbraio 1906 all'ottobre 1911 compose la sua prima opera, Die Brautwahl (Il sorteggio della sposa, BV 258), una "commedia musicale-fantastica" enormemente lunga e ambiziosa basata su un racconto di E. T. A. Hoffmann. La musica dell'opera è un mix eclettico, con citazioni di altri compositori, come Rossini e Mozart e altri più oscuri. La sua composizione abbraccia gli anni in cui lo stile di Busoni si evolve rapidamente e la musica dell'opera lo incorpora tutto.
Sebbene Busoni avesse rifiutato di tagliare la partitura della sua musica per Turandot o di ridurre le dimensioni dell'orchestra, accettò una richiesta di Reinhardt per un'aggiunta di altra musica. Nel 1911 compose Verzweiflung und Ergebung ("Disperazione e Rassegnazione", BV 248a) da eseguire tra gli atti IV e V; l'aggiunse anche tra i nn. 7 e 8 della già lunghissima Turandot Suite. La sua crescita compositiva negli anni successivi si rivela nel nuovo brano: Antony Beaumont descrive la metà iniziale come "uno dei passaggi più belli di tutta la musica di Turandot".

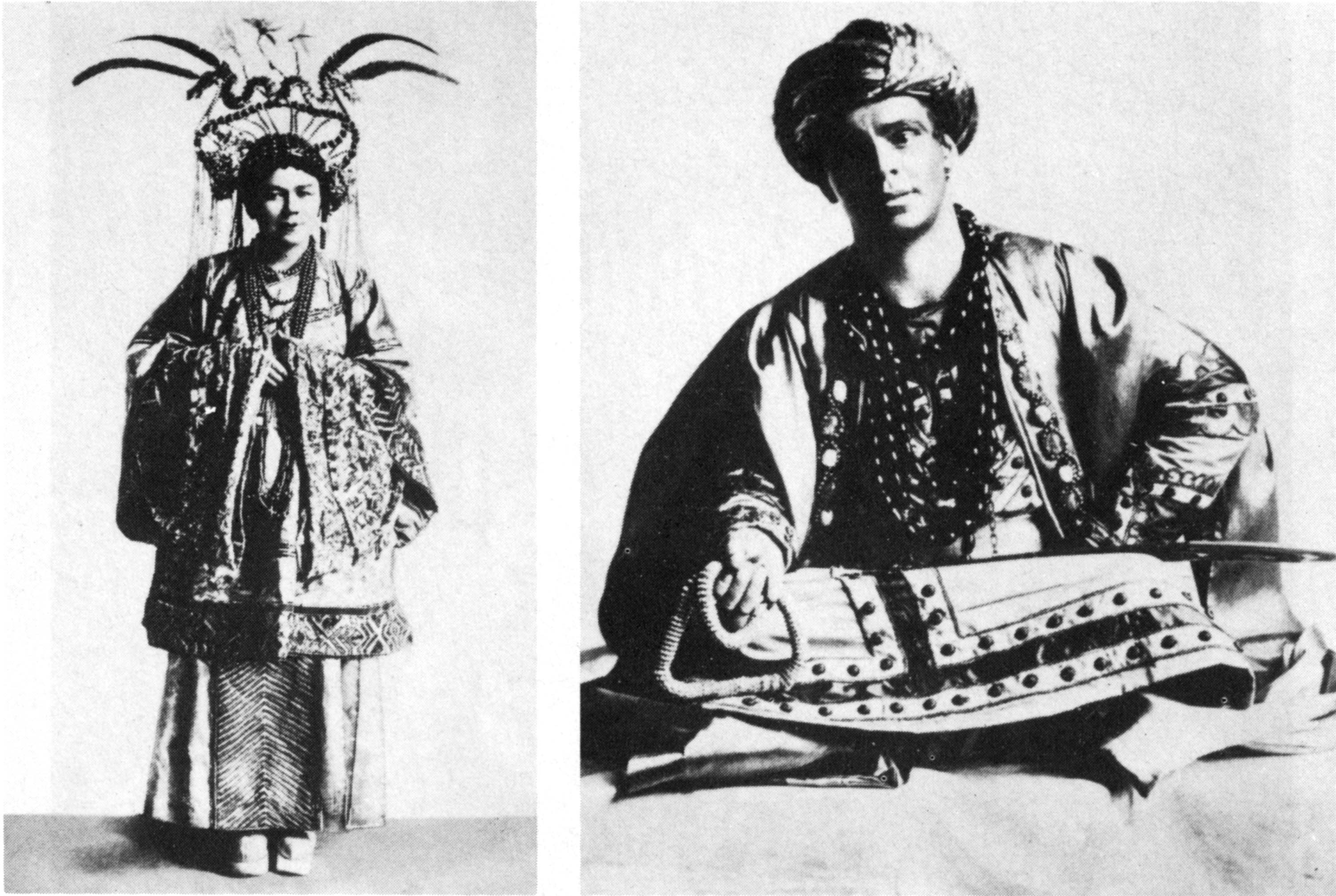
Gertrud Eysoldt nei panni di Turandot. Alessandro Moissi come Calaf.
La produzione di Max Reinhardt di Turandot, Berlino, nel 1911.

La Turandot di Vollmöller con la musica di Busoni fu finalmente eseguita per la prima volta al Deutsches Theater di Berlino il 27 ottobre 1911, con un'orchestra molto costosa diretta da Oskar Fried. Reinhardt era un regista estremamente innovativo con il Deutsches Theater a sua disposizione e Turandot ricevette molta pubblicità. Alla produzione fu dedicato un intero numero della rivista del teatro (Blätter des Deutschen Theatres). C'erano contributi di Busoni, Orlik e Stefan Zweig, tra gli altri.
Le recensioni teatrali della produzione furono contrastanti, una (giustificabile) critica fu che la musica di un'orchestra di 60 elementi non aveva tanto evidenziato quanto illustrato nell'azione. Si pensava che la musica non fosse al servizio dell'opera, ma a volte al servizio di se stessa (come l'Egmont di Beethoven o il Sogno di una notte di mezza estate di Mendelssohn).
Un breve resoconto di seconda mano della produzione di Reinhardt appare in una lettera di Puccini del 18 marzo 1920 al suo librettista Simoni:

### Produzione di Londra
La successiva avventura insieme di Vollmöller e Reinhardt fu la produzione di grande successo dell'opera di mimo religioso di Vollmöller Il miracolo, che fu inaugurata a Londra il 23 dicembre 1911 presso la sala espositiva Olympia. Fu trasformata in un lungometraggio a colori con lo stesso titolo di Joseph Menchen e Michel Carré, con parte del cast originale, che debuttò al Covent Garden con una colonna sonora sinfonica continua di Engelbert Humperdinck il 21 dicembre 1912.
Il regista teatrale inglese Sir George Alexander era un uomo simile a Reinhardt. Era un attore-manager altrettanto attivo che dirigeva il Saint James Theatre di Londra e ha interpretato centinaia di ruoli nella sua carriera. Alexander era alla prima rappresentazione di Turandot a Berlino, ne acquisì i diritti e nel 1913 portò l'intera produzione di Reinhardt a Londra. Jethro Bithell fece una traduzione inglese autorizzata dell'opera Gozzi-Vollmöller.
Turandot (con le scene ed i costumi di Stern e la direzione di Fried) aprì l'8 gennaio 1913 al Saint James Theatre di Londra. Busoni però non era stato a nessuna prova e quando assistette alla prima rappresentazione rimase sgomento. Johan Wijsman (il dedicatario della Berceuse, BV 252), aveva realizzato una versione ridotta non autorizzata della partitura di Busoni per un'orchestra di teatro di 20 elementi. Il produttore aveva inserito musiche di altri compositori accanto a quella di Busoni e l'orchestra era stonata. Busoni se ne andò infuriato dopo il secondo atto e andò ad ascoltare il poema sinfonico Le Rouet d'Omphale di Saint-Saëns in un altro concerto.
Carter, che aveva visto anche la produzione di Berlino, ebbe molti complimenti per la musica. citazione ↵Commentò anche che la disposizione delle luci inferiori al St. James' Theatre avevano influenzato maggiormente la produzione. rif libro di Carter
Dopo quindici giorni Busoni si era calmato: in una lettera a H.W. Draber, 21 gennaio 1913, scrisse:
In una lettera lo stesso giorno del 1913 alla moglie Gerda, Busoni disse che aveva preso in considerazione l'idea di andare in tribunale per la vicenda, ma si rese conto che la stagione sarebbe finita prima che il caso fosse concluso. Chiede anche cosa ne pensa Gerda di un'opera in italiano basata sul dramma di Gozzi.

## Incisioni
Turandot Suite, BV 248 (1905)
- Cincinnati Symphony Orchestra; Michael Gielen, direttore; MMG MCD 10019; (versione 1911 con la BV248a tra i nn. 7 e 8).
- Hong Kong Philharmonic; Samuel Wong, direttore; Naxos 8.555373; (versione 1905).
- Philharmonic Orchestra of La Scala; Riccardo Muti, direttore; Sony Classical SK 53280; (versione 1905; nn. 4 e 6 omessi).
- Royal Philharmonic Orchestra; Jascha Horenstein, direttore; Rococo RR 2036; (Nn. 4, 6, BV 248b, e 8b; LP generalmente non disponibile dal 28 settembre 2009).

Verzweiflung und Ergebung, BV 248a (1911)
- Cincinnati Symphony Orchestra; Michael Gielen, direttore; MMG MCD 10019; (incluso come parte dell'intera suite).
- Berlin Radio Symphony Orchestra; Gerd Albrecht, direttore; Capriccio 10 479.

Altoums Warnung, BV 248b (1917)
- Royal Philharmonic Orchestra; Jascha Horenstein, direttore; Rococo RR 2036; (vedi anche sopra; LP generalmente non disponibile dal 28 settembre 2009).

## Dettagli del manoscritto e della pubblicazione
BV 248 titolo originale: Orchesteruite aus der Musik zu Gozzi's Märchendrama Turandot [Suite orchestrale tratta dalla musica per il dramma fiabesco Turandot] (Beaumont, 1985, p. 76)
Pubblicazione di Breitkopf & Härtel, 1906 PB 1976